# 鹿屋野比賣神
鹿屋野比賣神（日语：カヤノヒメノカミ）或野椎神（（日語）ノヅチノカミ）乃《古事記》之記載，《日本書紀》寫成草祖草野姬（（日語）クサノオヤカヤノヒメ）或野槌，祂是日本神話中的草之女神，也稱為萱野姬神等。

## 概要

### 古事記之記載
根據《古事記》上卷的記載，伊邪那岐命和伊邪那美命生下風神志那都比古後，又生下了木神久久能智；隨後出生的是山神大山津見和野神鹿屋野比賣神（亦名謂野椎神）。
次段則提到，大山津見及鹿屋野比賣神生下了四組子神：天之狹土神與國之狹土神、天之狹霧神與國之狹霧神、天之闇戶神與國之闇戶神、大戶惑子神與大戶惑女神等。

### 日本書紀之記載
《日本書紀》卷第一神代上則記載，在山神、川神、海神出生後，伊奘諾尊和伊奘冉尊產下了木之精句句廼馳，隨後出生的是草之精草祖草野姬（亦名野槌）。

## 信仰
在日本主祭鹿屋野比賣神的神社主要有下列：
- 樽前山神社（北海道苫小牧市）
- 萱津神社（愛知縣海部市）：日本唯一祭祀漬物神的神社，由於當地出產菸草葉，故信仰菸草之神。

## 內部連結
- 久久能智
- 大山津見